# Абердин (парафія, Нью-Брансвік)
Абердин (англ. Aberdeen) — парафія в Канаді, у провінції Нью-Брансвік, у складі графства Карлтон.

## Населення
За даними перепису 2016 року, парафія нараховувала 781 особу, показавши скорочення на 20,4%, порівняно з 2011-м роком. Середня густина населення становила 1,8 осіб/км².
З офіційних мов обидвома одночасно володіли 95 жителів, тільки англійською — 685.
Працездатне населення становило 52,1% усього населення, рівень безробіття — 20% (28,6% серед чоловіків та 6,2% серед жінок). 90,7% осіб були найманими працівниками, а 9,3% — самозайнятими.
Середній дохід на особу становив $32 035 (медіана $26 048), при цьому для чоловіків — $39 510, а для жінок $23 990 (медіани — $32 512 та $21 216 відповідно).
34,7% мешканців мали закінчену шкільну освіту, не мали закінченої шкільної освіти — 32,6%, 33,3% мали післяшкільну освіту, з яких 18,8% мали диплом бакалавра, або вищий, 10 осіб мали вчений ступінь.
| Статево-вікова структура населення | Статево-вікова структура населення | Статево-вікова структура населення | Статево-вікова структура населення | Статево-вікова структура населення |
| ---------------------------------- | ---------------------------------- | ---------------------------------- | ---------------------------------- | ---------------------------------- |
|                                    |                                    |                                    |                                    |                                    |
| Всього                             | Всього                             | 49,4%50,6%                         |                                    |                                    |
| 0 — 14 років                       | 0 — 14 років                       |                                    | 10,9%                              | 10,9%                              |
| 15 — 64 років                      | 15 — 64 років                      |                                    | 67,9%                              | 67,9%                              |
| 65 і більше                        | 65 і більше                        |                                    | 21,2%                              | 21,2%                              |
| 85 і більше                        | 85 і більше                        |                                    | 1,3%                               | 1,3%                               |
| Середній вік (років)               | Середній вік (років)               | 47,745,3                           | 46,5                               | 46,5                               |
| Медіана (років)                    | Медіана (років)                    | 52,349,8                           | 51,2                               | 51,2                               |
| — чоловіки — жінки                 |                                    |                                    |                                    |                                    |

| Походження мешканців:     | Походження мешканців:     | Походження мешканців: | Походження мешканців: | Походження мешканців: |
| ------------------------- | ------------------------- | --------------------- | --------------------- | --------------------- |
| Походження                |                           |                       | осіб                  | %                     |
| Корінні американці        | Корінні американці        |                       | 45                    | 5.39%                 |
| Інше північноамериканське | Інше північноамериканське |                       | 400                   | 47.9%                 |
| Європейське               | Європейське               |                       | 525                   | 62.87%                |
| британське                | британське                |                       | 465                   | 55.69%                |
| французьке                | французьке                |                       | 130                   | 15.57%                |

| Зайнятість населення за галузями (за класифікацією NOC): | Зайнятість населення за галузями (за класифікацією NOC): | Зайнятість населення за галузями (за класифікацією NOC): | Зайнятість населення за галузями (за класифікацією NOC): | Зайнятість населення за галузями (за класифікацією NOC): |
| -------------------------------------------------------- | -------------------------------------------------------- | -------------------------------------------------------- | -------------------------------------------------------- | -------------------------------------------------------- |
|                                                          |                                                          |                                                          |                                                          |                                                          |
| Управління                                               | Управління                                               |                                                          | 6,7%                                                     | 6,7%                                                     |
| Бізнес, фінанси та адміністрування                       | Бізнес, фінанси та адміністрування                       |                                                          | 12%                                                      | 12%                                                      |
| Охорона здоров'я                                         | Охорона здоров'я                                         |                                                          | 6,7%                                                     | 6,7%                                                     |
| Освіта, правозахист, муніципальні та урядові служби      | Освіта, правозахист, муніципальні та урядові служби      |                                                          | 4%                                                       | 4%                                                       |
| Мистецтво, культура, відпочинок та спорт                 | Мистецтво, культура, відпочинок та спорт                 |                                                          | 2,7%                                                     | 2,7%                                                     |
| Роздрібна торгівля та послуги                            | Роздрібна торгівля та послуги                            |                                                          | 10,7%                                                    | 10,7%                                                    |
| Гуртова торгівля, транспорт та обладнання                | Гуртова торгівля, транспорт та обладнання                |                                                          | 21,3%                                                    | 21,3%                                                    |
| Природні ресурси, сільське господарство                  | Природні ресурси, сільське господарство                  |                                                          | 21,3%                                                    | 21,3%                                                    |
| Виробництво                                              | Виробництво                                              |                                                          | 13,3%                                                    | 13,3%                                                    |

## Клімат
Середня річна температура становить 3,2°C, середня максимальна – 21,6°C, а середня мінімальна – -19,5°C. Середня річна кількість опадів – 1 132 мм.
| Клімат поселення                              | Клімат поселення | Клімат поселення | Клімат поселення | Клімат поселення | Клімат поселення | Клімат поселення | Клімат поселення | Клімат поселення | Клімат поселення | Клімат поселення | Клімат поселення | Клімат поселення | Клімат поселення |
| Показник                                      | Січ.             | Лют.             | Бер.             | Квіт.            | Трав.            | Черв.            | Лип.             | Серп.            | Вер.             | Жовт.            | Лист.            | Груд.            |                  |
| Середній максимум, °C                         | −6,48            | −5,19            | 0,96             | 8,10             | 16,03            | 20,79            | 21,59            | 21,25            | 15,76            | 9,87             | 3,74             | −4,38            |                  |
| Середня температура, °C                       | −13,01           | −11,72           | −5,56            | 1,57             | 9,50             | 14,26            | 17,47            | 17,12            | 11,66            | 5,76             | −0,38            | −8,49            |                  |
| Середній мінімум, °C                          | −19,52           | −18,25           | −12,08           | −4,96            | 2,96             | 7,74             | 13,34            | 13,00            | 7,54             | 1,62             | −4,5             | −12,64           |                  |
| Норма опадів, мм                              | 100              | 68               | 81               | 84               | 93               | 94               | 111              | 103              | 103              | 92               | 106              | 97               |                  |
| Середньомісячна швидкість вітру, м/с          | 3.92             | 4.02             | 4.30             | 4.12             | 3.85             | 3.41             | 3.11             | 2.95             | 3.31             | 3.65             | 3.84             | 3.85             |                  |
| Середньомісячна сонячна радіація, кДж/м²·день | 5056             | 8378             | 12200            | 15551            | 18371            | 20163            | 19596            | 17439            | 12871            | 8003             | 4739             | 3883             |                  |
| --------------------------------------------- | ---------------- | ---------------- | ---------------- | ---------------- | ---------------- | ---------------- | ---------------- | ---------------- | ---------------- | ---------------- | ---------------- | ---------------- | ---------------- |
| Джерело:                                      |                  |                  |                  |                  |                  |                  |                  |                  |                  |                  |                  |                  |                  |